# Fliegende Bauten Hamburg

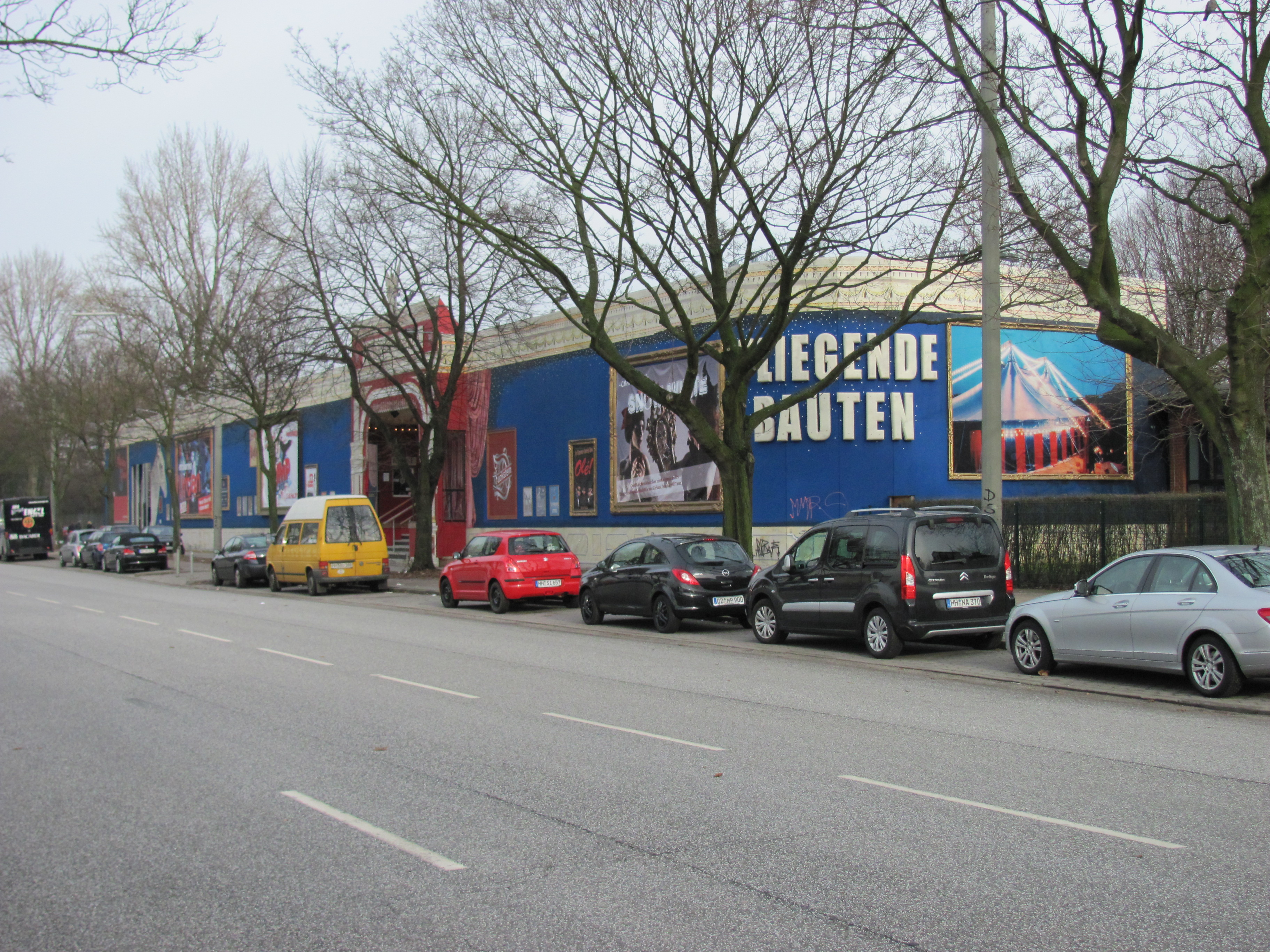
Die Fliegenden Bauten an der Glacischaussee

Die Fliegenden Bauten sind ein privates Theater in Hamburg. Derzeit ruht der Spielbetrieb.
Das Programm der Fliegenden Bauten steht für außergewöhnliche internationale Produktionen, dessen Sprache vor allem durch Musik und Körperlichkeit getragen wird. Es steht dabei vor allem auch für den Neuen Zirkus. Das Programm umfasst Körperkunst-, Akrobatik- und Tanzshows sowie Kleinkunst und Konzerte.

## Geschichte
Gegründet wurde das Theater Anfang der 1980er Jahre als freie Gruppe von Matthias Kraemer und Sebastiano Toma. Mit Zirkuszelt und Wohnwagen reiste das Ensemble quer durch ganz Deutschland. Zu Beginn der 1990er Jahre löste sich die Künstlergruppe auf und Toma und Kraemer legten den Grundstein für das heutige Theater: Sie begründeten als Theaterproduzenten die „Fliegende Bauten Produktionen“, und das „Meerkabarett“ auf Sylt entstand. Zunächst wurde 1994 in Wenningstedt ein Zelt aufgeschlagen, dann ging es auf das Flughafengelände bei Westerland. Ein paar Jahre später festigte sich die Idee, in Hamburg sesshaft zu werden.
Standort für die „Fliegenden Bauten“ war in Hamburg ab 1999 zunächst für Herbst bis Frühjahr die Simon-von-Utrecht-Straße/Ecke Seilerstraße in St. Pauli. Im Sommer wurde abgebaut und mit gleichem Equipment das „Meerkabarett“ auf Sylt ausgerichtet. Wegen einer Wohnbebauung zog der Theaterbetrieb schließlich in die südlichen Wallanlagen um, dem bisherigen ganzjährigen Standort.
Die Grundsteinlegung für das neue Viermast-Chapiteau an der Glacischaussee 4 (nahe dem Heiligengeistfeld und dem Millerntor/U-Bahnhof St. Pauli) fand im April 2002 statt. 2003 kaufte Indra Wussow, Chefin der „Sylt-Quelle“, das Unternehmen. Die Fliegenden Bauten wurde restrukturiert, das Theater in Hamburg vom Meerkabarett auf Sylt organisatorisch getrennt. Einige Monate später übernahmen Thomas Collien und Joachim Wussow die Geschäftsführung und die programmatische Neuausrichtung der Fliegenden Bauten. In den folgenden Jahren gingen internationale Unterhaltungsshows von hier aus auf Tournee.
2009 übernahm Guido Marc Gosch sukzessiv die Geschäftsführung. Gosch ist als Geschäftsführer eines Consultingunternehmens mit den Unternehmensschwerpunkten der Beratung von Kulturbetrieben tätig. Zunächst sprang er als Geschäftsführer für Thomas Collien ein, der in anderen Projekten gebunden war. Gemeinsam mit anderen Gesellschaftern konnte das Theater wunschgemäß übernommen werden. Am 10. September 2009 fand die Schlüsselübergabe statt. Guido Marc Gosch hat die „Fliegenden Bauten“ seit Sylter Tagen in wechselnden Positionen immer begleitet, seit Juli 2010 war er alleiniger Betreiber des Zelttheaters.
Anfang 2012 konnte der 2014 auslaufende Pachtvertrag für das Gelände an der Glacischaussee durch das zuständige Bezirksamt unerwartet nicht noch einmal verlängert werden, da die Fläche wieder den Wallanlagen zuzuführen war. Am 1. Juni 2014 beendeten die Fliegenden Bauten ihre 13-jährige Spielzeit im Zelttheater an der Glacischaussee. Das Grundstück wurde vereinbarungsgerecht von Herrn Gosch an den Verwalter zurückgegeben, das Zelt abgebaut, das Gelände rückgebaut und alles entsorgt. Verschiedene Optionen für eine Neueröffnung des Theaters in einem festen Haus in Zusammenarbeit mit der Kulturbehörde und den Bezirksämtern konnten in den vergangenen Jahren begangen und geprüft werden. Im Herbst 2014 schien eine interessante Immobilie in Hamburg-Bahrenfeld gefunden zu sein, die Anfang 2015 auch als solche politisch grundsätzlich bestätigt wurde. Die Fliegenden Bauten sollten damit als ein festes Haus die Planungssicherheit, die ein Theater und Spielstättenbetreiber für einen dauerhaften Erfolg auf solidem Fundament braucht, doch noch erhalten. Im Frühjahr 2016 musste der Bauantrag aufgrund eines sehr komplizierten Baugenehmigungsverfahrens jedoch zunächst zurückgenommen werden. Eine Alternative zu diesem Standort ist bis heute nicht gefunden.

## Programm
Die „Fliegenden Bauten“ bieten ein ganzjähriges Vollprogramm mit Körperkunst, Konzerten und Kleinkunst.
Allabendlich treten in den „Fliegenden Bauten“ deutsche und internationale Künstler auf. Ins Theaterzelt zieht es zu Konzertabenden Künstler wie Gustav Peter Wöhler, Regy Clasen, Roger Cicero, Inga Rumpf, Tina Dico, Bob Geldof, Anett Louisian, Richard Marx, Olli Schulz, Birdy und Naturally 7. „NDR Hamburg Sounds“ und die „Lausch Lounge“ verwandelten die „Fliegenden Bauten“ regelmäßig in eine Konzerthalle. Auch die Red Hot Chili Peppers waren da, um ihre neue CD einem ausgewählten Publikum vorzustellen. Komik, Parodie und Kabarett waren bereits unter anderem mit Jörg Knör, Atze Schröder, Willy Astor, Mike Krüger, den „Geschwister Pfister“ oder auch Stermann & Grissemann vertreten, ebenso wie Shows von „Cavewoman“ oder den „Chippendales“ aus Las Vegas. Die Bauten bleiben aber immer ganz besonders auch den circensischen Künsten verbunden, Künstler wie Ed Alonso, Peter Shub, Cora Frost, Camile O’Sullivan, die Umbilical Brothers, Sascha Grammel, Thorsten Havener oder auch der Tumble Circus runden das Programm ab.
Im Fokus unter der Zeltkuppel aber steht die junge und moderne Körperkunst in verschiedensten Facetten: So treffen bei der „Tom Tom Crew“ aus Australien Zirkus-Akrobatik auf Hip-Hop-Beats, bei der Tanz- und Artistikshow „6&7 – The Art of Dance and Artistic“ aus der Ukraine moderner Tanz auf Akrobatik und die „Race Horse Company“ aus Finnland zeigt vor der Kulisse eines Schrottplatzes draufgängerischen Zirkus der nächsten Generation. Mit Produktionen wie „Cirque Nono“ des „Theatre Nono“, ein Cirque Nouveau aus Marseille, Hanoch Rosenns „Sprachlos – die Reise eines Mannes durch die 3D-Welt“ aus Israel, einer Kombination aus Pantomime und Technologie, "La Soireé" einem mehrfach prämierten Cocktail aus Burlesk, Kabarett und Neuem Zirkus oder zuletzt mit den "Briefs", Australia´s hottest New Circus, finden immer wieder auch Deutschland-Premieren in den „Fliegenden Bauten“ statt.
Ergänzt wird das Programm von international renommierten Tanzshows, vor allem der Tango hat in den Fliegenden Bauten ein festes Zuhause.

## Produktionen (Auswahl)
- Les 7 doigts de la main
- La Soireé
- Cie Akoreacro
- Briefs
- Tom Tom Crew
- Cirkus Cirkör
- Jump
- 6&7 – The Art of Dance and Artistic
- Do Theatre „Anatomy of Fantasy/Sacred Season“[6]
- Hanoch Rosenns „Sprachlos“
- Sheketak
- Theatre Nono mit „Cirque Nono“
- TAO
- The Bar at Buena Vista
- Yellow Hands